# Svedjevägstekel
Svedjevägstekel (Arachnospila hedickei) är en stekelart som först beskrevs av Haupt 1929.  Svedjevägstekel ingår i släktet Arachnospila, och familjen vägsteklar. Arten är reproducerande i Sverige.